# Modelo de zona cohesiva
El modelo de zona cohesiva (CZM por sus siglas en inglés) es un modelo en mecánica de fracturas en el que la formación de fracturas se considera un fenómeno gradual en el que la separación de las superficies involucradas en la grieta se produce a través de una punta de grieta extendida o zona cohesiva y es resistida por tracciones cohesivas. El origen de este modelo se remonta a principios de los años sesenta por Barenblatt (1962) y Dugdale (1960) para representar procesos no lineales ubicados en el frente de una grieta preexistente.
Las principales ventajas de la CZM sobre los métodos convencionales en mecánica de fracturas, como las que incluyen LEFM (Mecánica de fractura elástica lineal), CTOD (Desplazamiento abierto de punta de grieta) son:
- Es capaz de adecuadamente pronosticar el comportamiento de estructuras sin grietas, incluyendo aquellos con muescas contundentes.
- La medida de zona no lineal necesita no ser insignificante en comparación con otras dimensiones de la geometría agrietada en CZM, mientras en otros métodos convencionales, no lo es tanto.
- Incluso para materiales quebradizos, la presencia de una grieta inicial es necesaria en LEFM para ser aplicable.

Otra ventaja importante de CZM recae en el marco conceptual para las interfaces.   
El modelo de zona cohesiva no representa ningún material físico, sino que describe las fuerzas de cohesión que se producen cuando los elementos materiales se separan. 
A medida que las superficies (conocidas como superficies cohesivas) se separan, la tracción primero aumenta hasta que se alcanza un máximo, y luego se reduce a cero, lo que da como resultado una separación completa. La variación en la tracción en relación con el desplazamiento se traza en una curva y se denomina curva de tracción-desplazamiento. El área bajo esta curva es igual a la energía necesaria para la separación. CZM mantiene las condiciones de continuidad matemáticamente; a pesar de la separación física. Elimina la singularidad del esfuerzo y lo limita a la fuerza cohesiva del material.
La curva de tracción-desplazamiento proporciona el comportamiento constitutivo de la fractura. Para cada sistema de material, se deben formar pautas y modelar de forma individual. Así es como funciona la CZM. La cantidad de energía de fractura disipada en la región de trabajo depende de la forma del modelo considerado. Además, la relación entre el esfuerzo máximo y el límite elástico afecta la longitud de la zona del proceso de fractura. Cuanto menor es la relación, más larga es la zona de proceso. El CZM permite que la energía fluya a la zona de proceso de fractura, donde una parte de ella se gasta en la región delantera y descansa en la zona de estela.
Por lo tanto, CZM proporciona una metodología efectiva para estudiar y simular fracturas en sólidos.